# Ulično sanjkanje
Ulično sanjkanje je ekstremni sport koji uključuje vožnju daskom za ulično sanjkanje, odnosno "sanjkama na kotačima", po asfaltiranoj cesti ili stazi, koristeći silu gravitacije. Ovaj sport poznat je također i kao "cestovno sanjkanje". Poput skateboardinga, ulično sanjkanje se često koristi za sport i rekreaciju. 
Osim ležećeg položaja za vožnju i vrlo velikih brzina (112–164 km/h), ulično sanjkanje ima malo veze sa svojim zimskim imenjakom (sanjkanjem na snijegu).

## Vanjske poveznice
- Street-luge.com street luge online forum
- International Gravity Sports Association
- International Downhill Federation  Arhivirana inačica izvorne stranice od 26. travnja 2023. (Wayback Machine)
- Street Luge PDX  Arhivirana inačica izvorne stranice od 1. ožujka 2021. (Wayback Machine)
- GravityDB.com Gravity Sports Database
- Gravity Sport University  Arhivirana inačica izvorne stranice od 26. travnja 2023. (Wayback Machine)
- video of street luge by Yvon Labarthe (World series champion 2009)
- Street Luge video collection